# Paul Lingens
Peter Paul Hubert Gottfried Maria Lingens (* 13. Januar 1895 in Aachen; † 6. Januar 1976 in Reinbek) war ein deutscher Kommunalpolitiker (CDU) und Schriftsteller.

## Leben

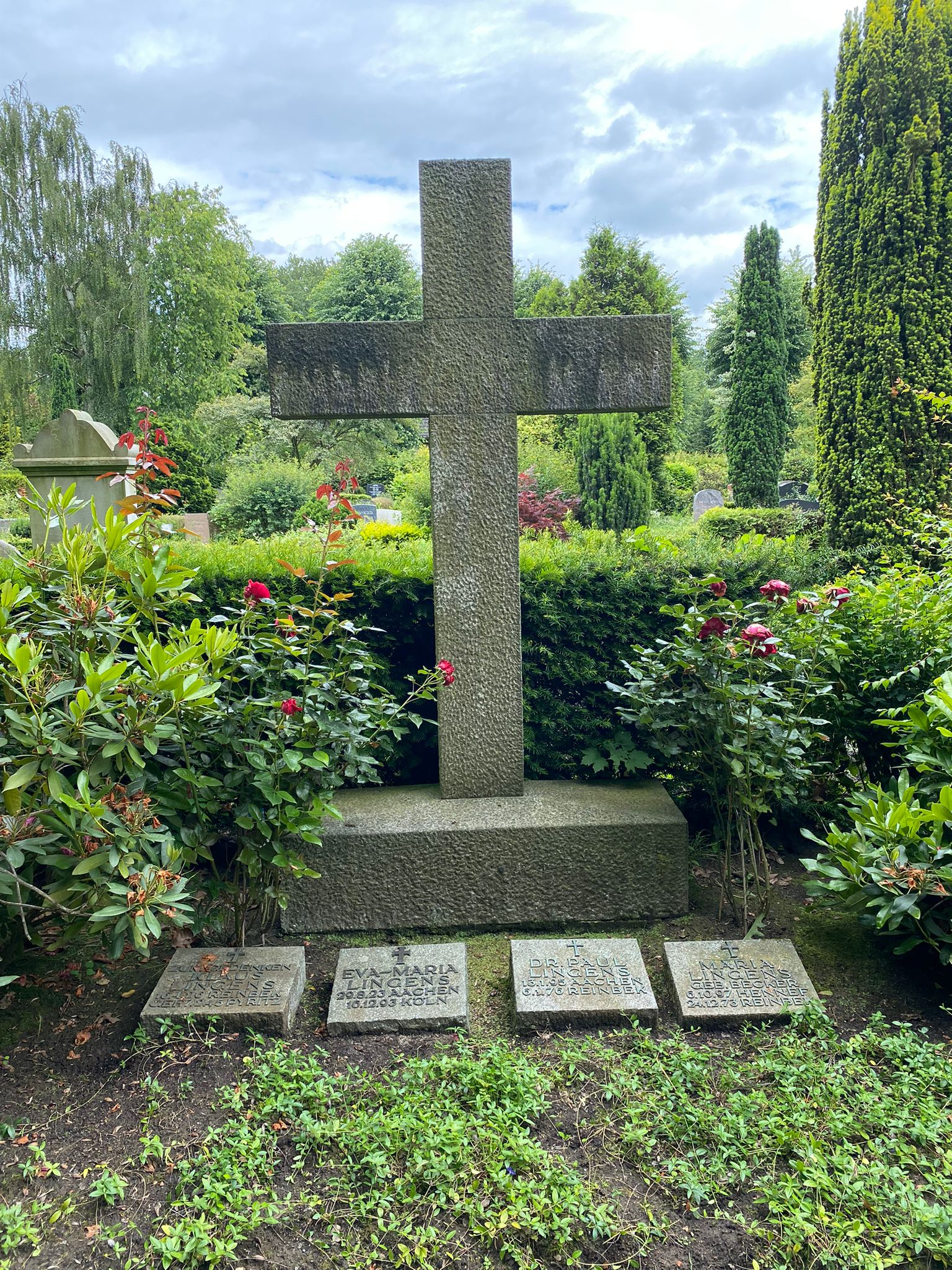
Familiengrabstätte auf dem Friedhof Reinbek

Paul Lingens stammte aus einer Kaufmannsfamilie. Nach seinem Abitur trat er als Einjährig-Freiwilliger in die Kaiserliche Armee ein. Später nahm er am Ersten Weltkrieg teil.
Nach Kriegsende studierte er Volkswirtschaft und promovierte zum Dr. rer. pol. Bereits als Jugendlicher betätigte er sich schriftstellerisch. Mehrere seiner Werke, darunter vor allem Gedichte, wurden vom Sekretariat Sozialer Studentenarbeit in Druck herausgegeben.
Nach Abschluss seines Studiums ging er für ein Volontariat zu einer Hamburger Firma. Hier wurde er 1924 Prokurist und 1925 wechselte der Firmensitz nach Reinbek. 1926 wurde er zum Firmenteilhaber. Kurz vor Kriegsende wurde er hier zum Volkssturm eingezogen.
Nach dem Zweiten Weltkrieg betätigte sich Lingens in der Politik und wurde Gründungsmitglied der CDU im südlichen Schleswig-Holstein. 1946 wurde er in die Gemeindeverwaltung von Reinbek gewählt. 1950 wurde er zum Bürgervorsteher von Reinbek, dem Vorsitzenden der Gemeindeverwaltung, gewählt. Diese Position konnte er für drei Wahlperioden, also 12 Jahre, innehaben. 1962 trat er dann in den Ruhestand.
Im Juli 1920 heiratete er Maria Becker-Dumont (1897–1973). Paul Lingens ruht in der Familiengrabstätte auf dem Friedhof in Reinbek.

## Werke (Auswahl)
- Was ihr uns schuldet. In: SSb 7, Heft 2, Verlag des Volksvereins, 1915.
- Jetzt oder nie. In: SSb 7, Heft 2, Verlag des Volksvereins, 1915.
- Requiem. Eine Gedichtsfolge. Sekretariat Sozialer Studentenarbeit, 1917.

## Ehrungen
- 1962: Bundesverdienstkreuz I. Klasse
- 1962: Ehrenbürger von Reinbek
- 1965: Goldene Ehrennadel der Stadt Reinbek